# Menta (color)

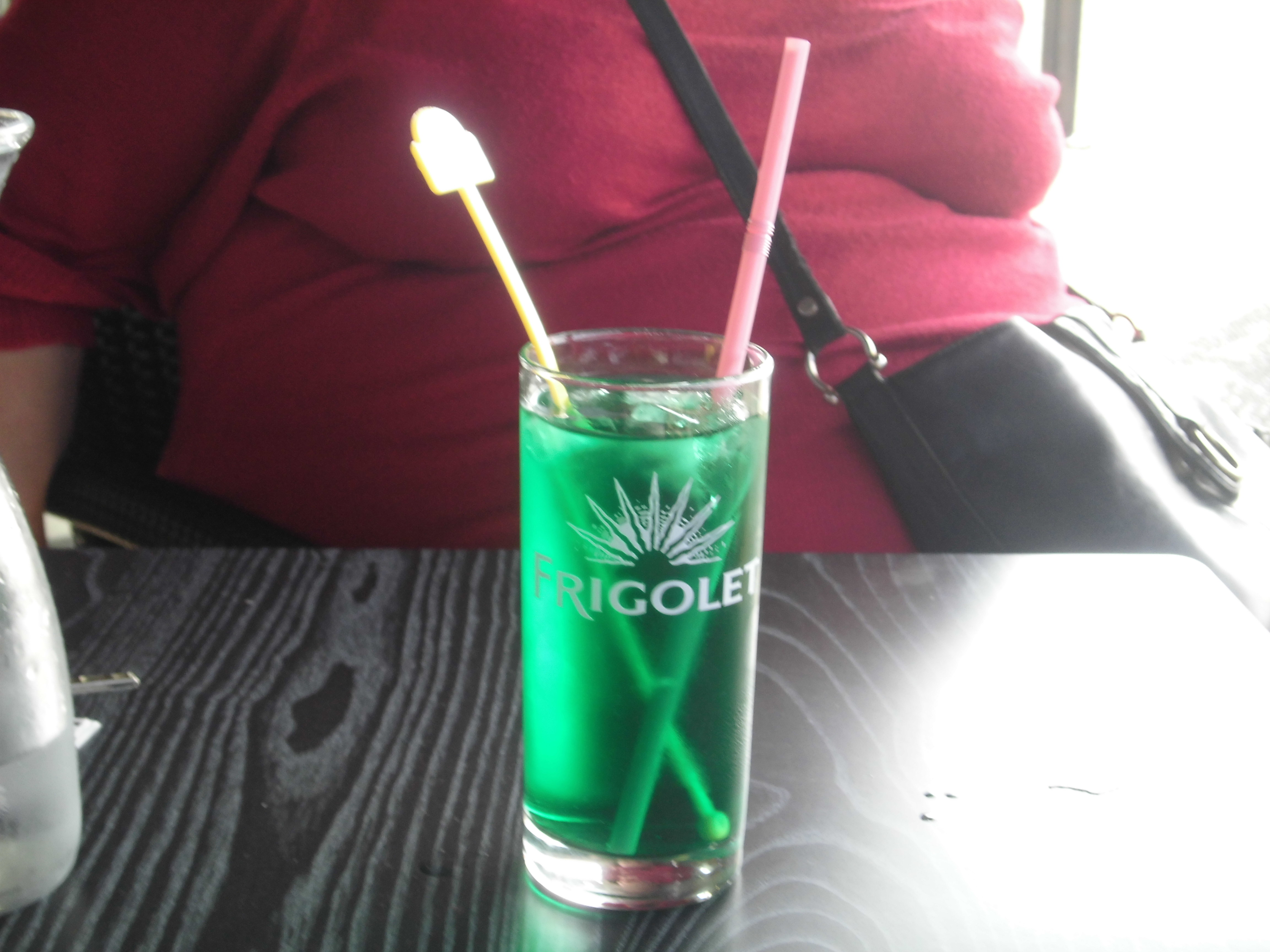
Sirope o jarabe de menta, con un característico color verde cian (verde azulado claro).

El menta o verde menta es un color o gama de colores verdes claros. No hay un color específico y el referente es el color de las hojas de menta y sus derivados tales como licores  e infusiones, pero también encontramos su uso en golosinas, repostería, culinaria, cosmética, artículos de higiene, perfumería y medicina. Por otro lado, los pigmentos denominados menta o verde menta se utilizan como colorantes de uso industrial en pinturas decorativas, teñido de vestimentas, accesorios de moda, etc.
En la mayoría de casos, el color menta tienen un tono verde cian como en los siguientes ejemplos:
| Nombre                   | Muestra | Cod. Hex. | RGB | RGB | RGB | HSV  | HSV | HSV  |
| ------------------------ | ------- | --------- | --- | --- | --- | ---- | --- | ---- |
| Crema de menta (web)     |         | #F5FFFA   | 245 | 255 | 250 | 150° | 4%  | 100% |
| Crema de menta (pintura) |         | #BFF7DC   | 191 | 247 | 220 | 151° | 23% | 97%  |
| Verde menta (autos)      |         | #ACF6C8   | 172 | 246 | 200 | 143° | 30% | 96%  |
| Menta                    |         | #9BFAB0   | 155 | 250 | 208 | 153° | 38% | 98%  |
| Hoja de menta            |         | #3EB489   | 60  | 179 | 113 | 150° | 42% | 30%  |

Pero el color menta también puede ser sinónimo de verde claro: 
| Nombre      | Muestra | Cod. Hex. | RGB | RGB | RGB | HSV  | HSV | HSV  |
| ----------- | ------- | --------- | --- | --- | --- | ---- | --- | ---- |
| Verde menta |         | #98FF98   | 152 | 255 | 152 | 120° | 40% | 100% |

En ocasiones, las hojas de menta pueden ser referente para un verde semioscuro amarillento:
| Nombre | Muestra | Cod. Hex. | RGB | RGB | RGB | HSV | HSV | HSV |
| ------ | ------- | --------- | --- | --- | --- | --- | --- | --- |
| Menta  |         | #789B4A   | 120 | 150 | 74  | 86° | 52% | 61% |

## Galería

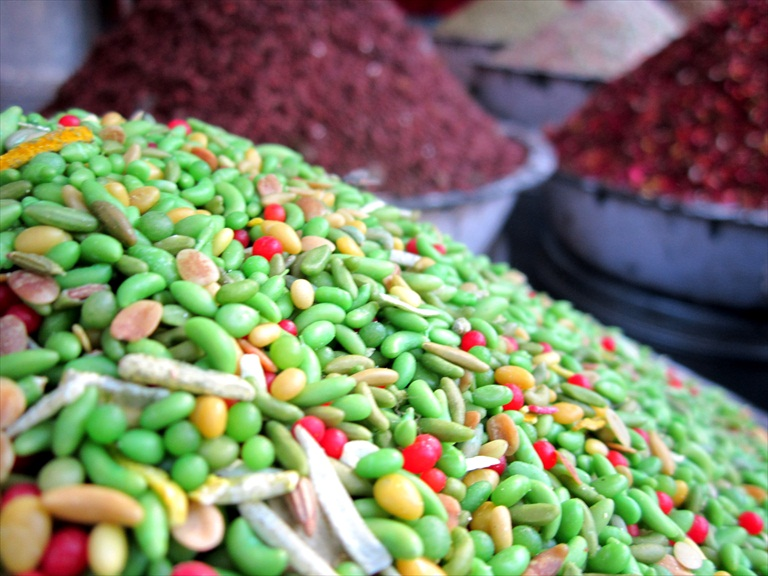
Caramelos de menta
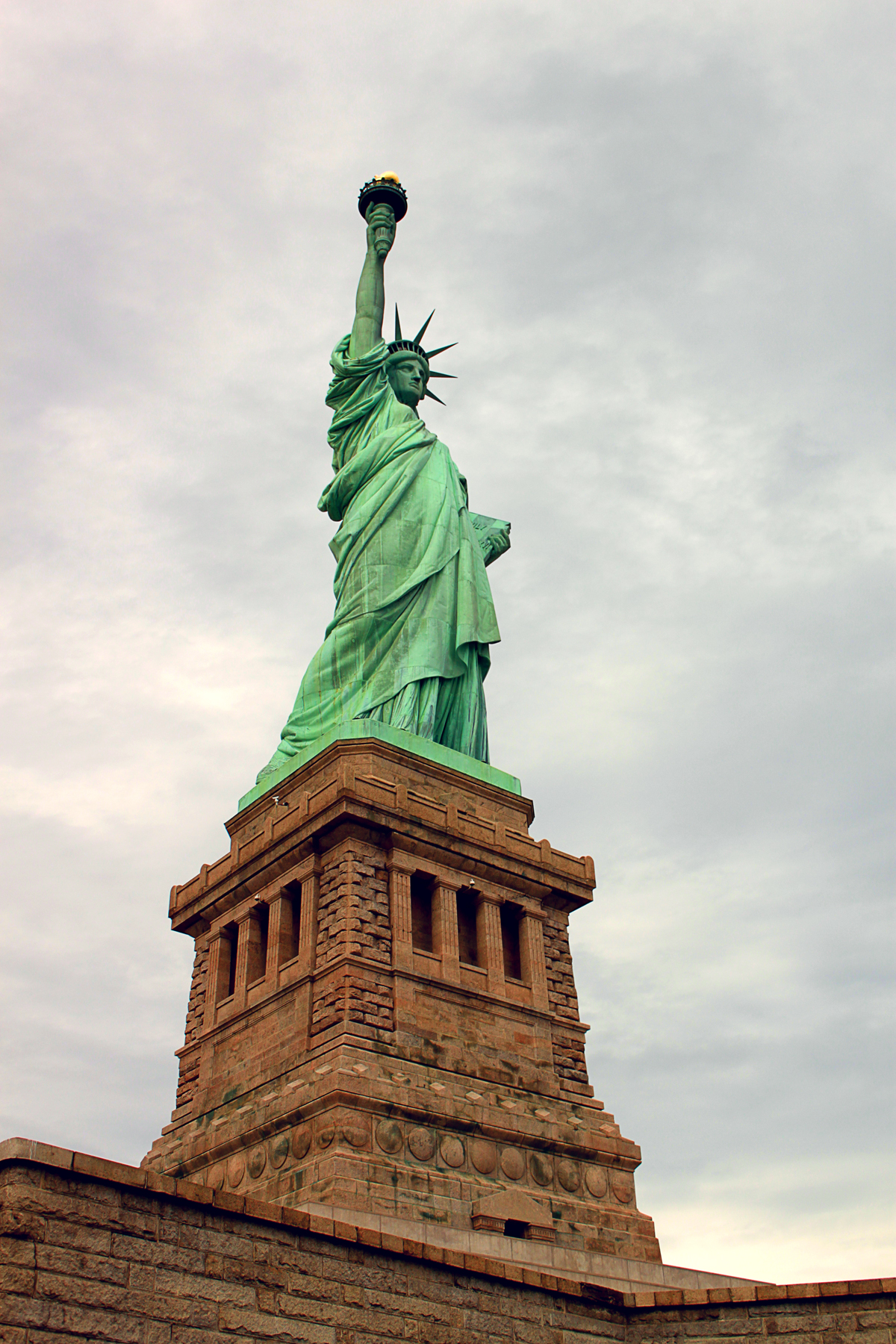
Estatua de la Libertad
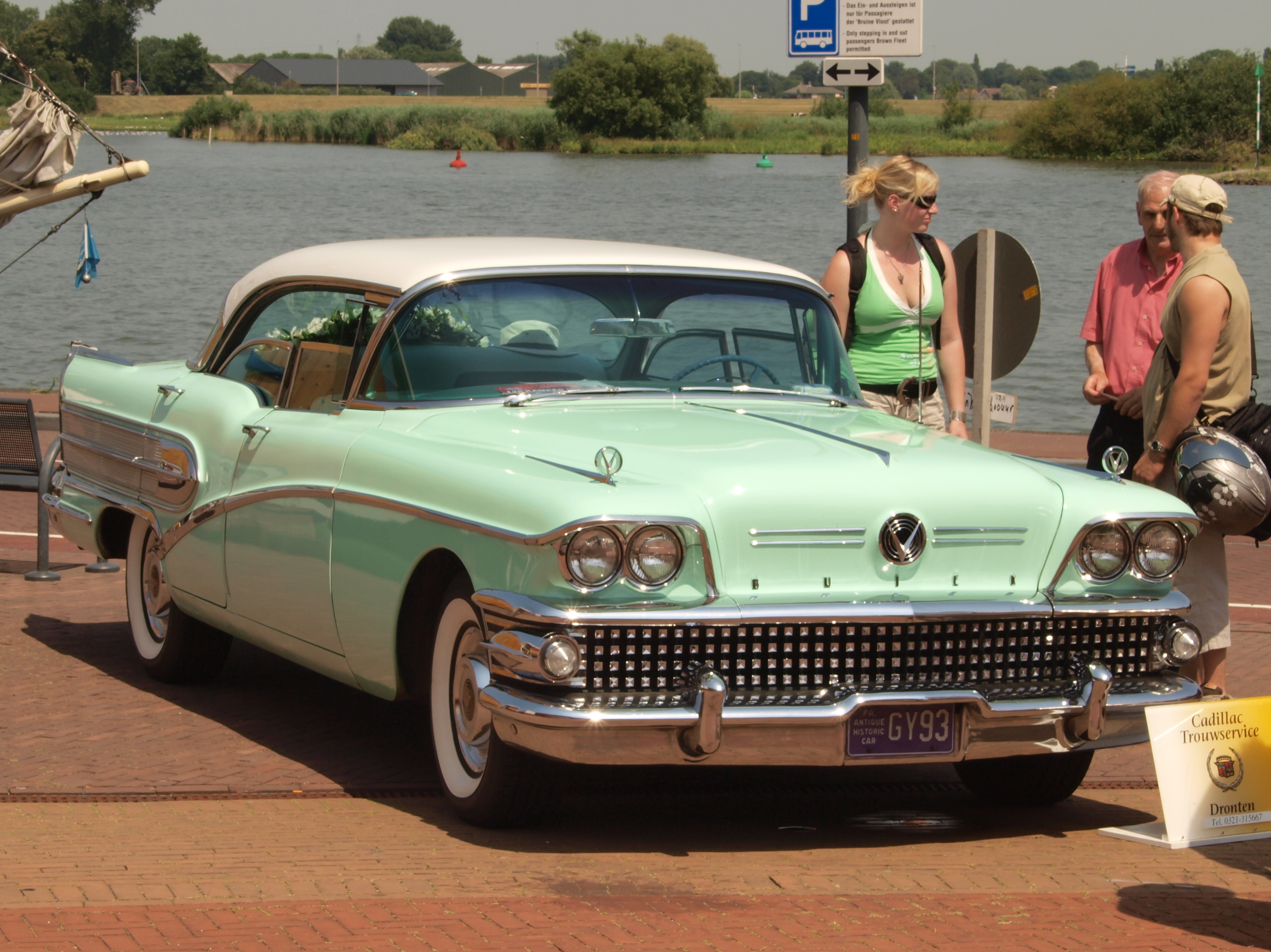
Buick color menta
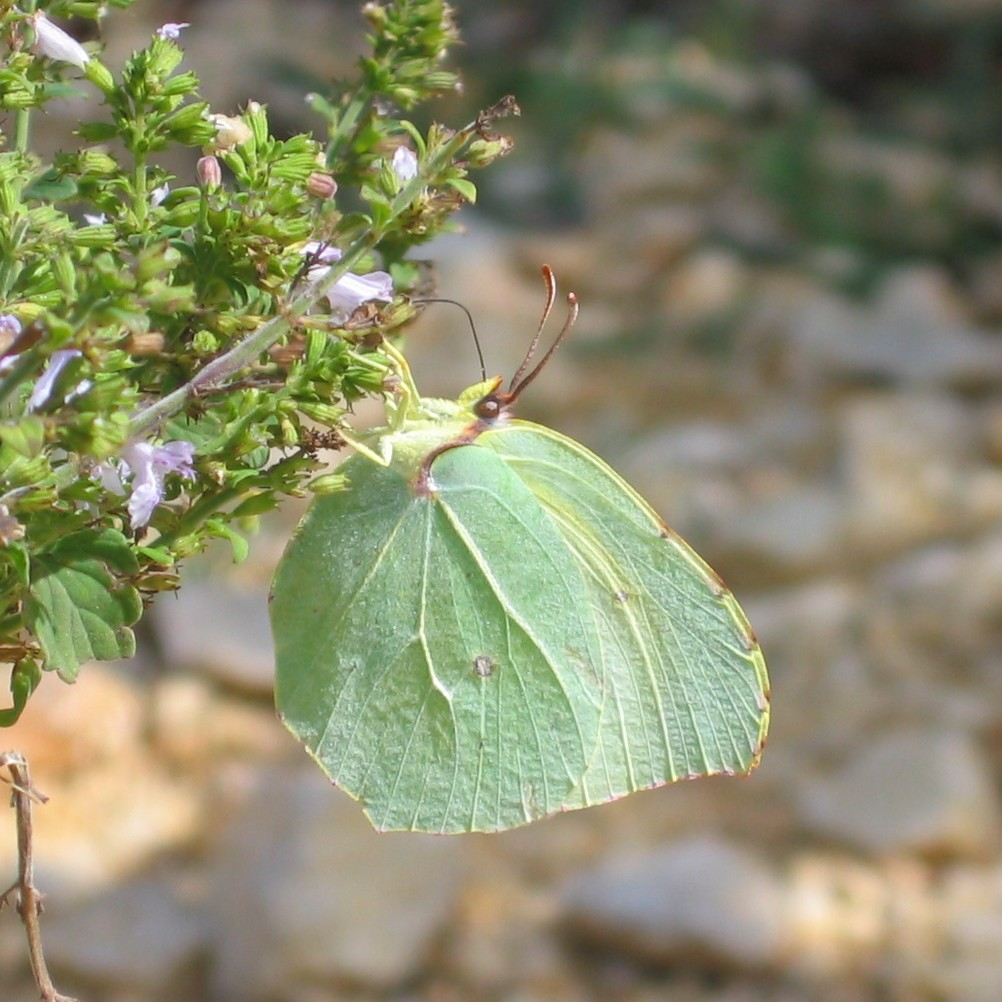
Mariposa Gonepteryx cleopatra
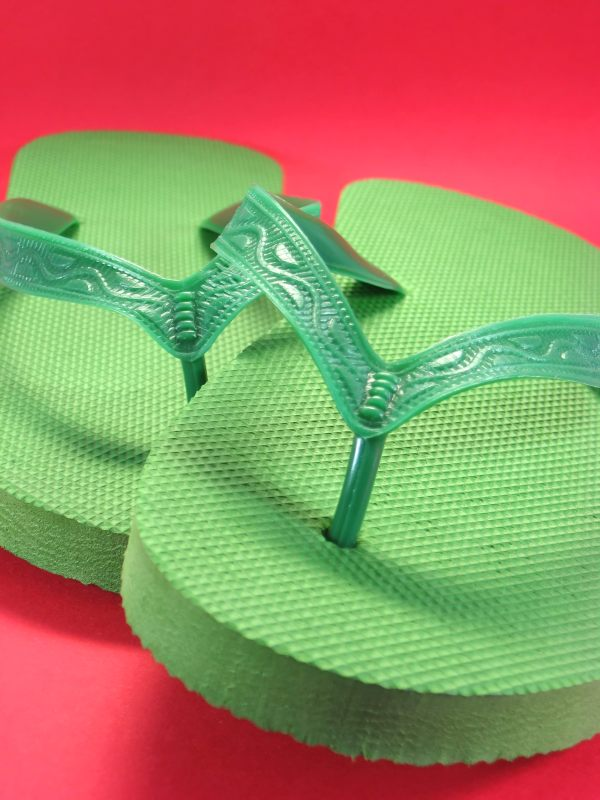
Sayonaras
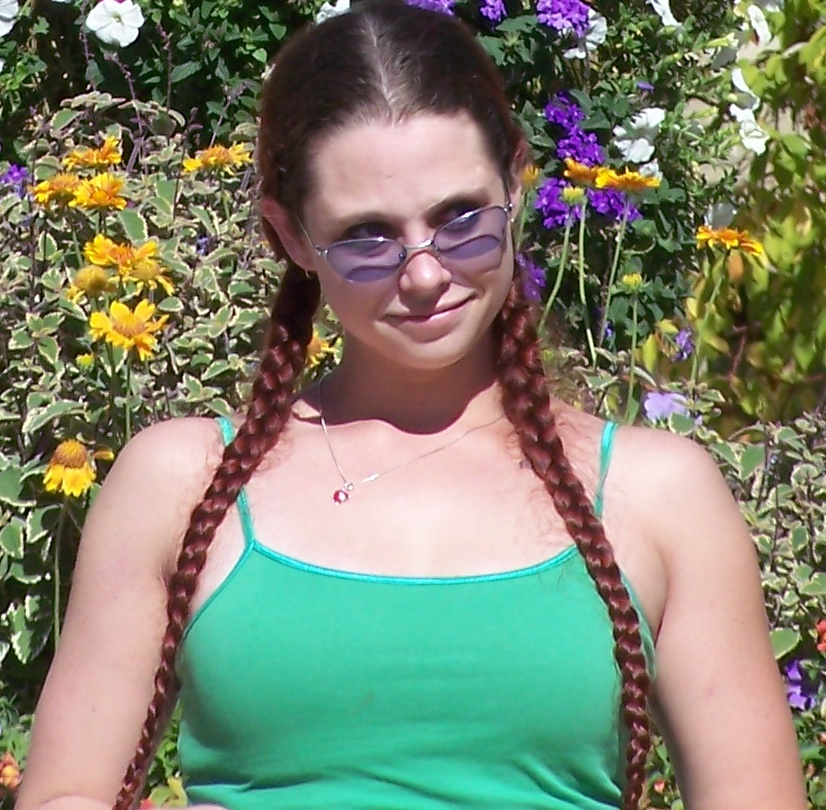
Blusa color menta
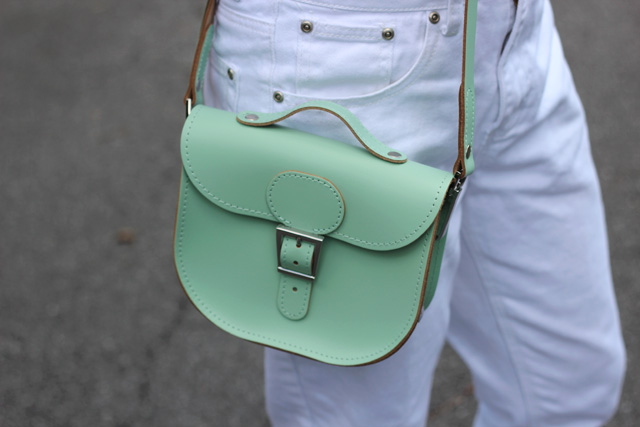
Bolso menta